# Bośnia i Hercegowina na Zimowych Igrzyskach Paraolimpijskich 2010
Bośnia i Hercegowina na Zimowych Igrzyskach Paraolimpijskich 2010 w Vancouver była reprezentowana przez jednego zawodnika, który nie zdobył żadnego medalu. Był to debiut tego państwa na zimowych igrzyskach paraolimpijskich. 

## Wyniki

### Narciarstwo alpejskie
Mężczyźni
| Zawodnik    | Kategoria                | Wynik   | Pozycja | Źródło |
| ----------- | ------------------------ | ------- | ------- | ------ |
| Nijaz Memić | slalom na stojąco        | 2:56,04 | 39      | [ 3 ]  |
| Nijaz Memić | slalom gigant na stojąco | 3:43,05 | 39      | [ 4 ]  |